# Uslar
Uslar là một thành phố ở phía nam bang Lower Saxony, Đức, rây am của huyện Northeim, và ở phía nam của đồi Solling thuộc Weser Uplands. Uslar nằm trên con đường cảnh quan Đức.
Uslar nằm gần biên giới Hesse và North Rhine-Westphalia. Hanover có khoảng cách 110 km về phía bắc, thành phố lớn nhất Hessen Frankfurt am Main cách 240 km về phía nam, và Berlin cách 350 km về phía đông bắc.
Đô thị Uslar gồm 19 thị trấn và làng: Ahlbershausen, Allershausen, Bollensen, Delliehausen, Dinkelhausen, Eschershausen, Fürstenhagen, Gierswalde, Kammerborn, Offensen, Schlarpe, Schönhagen, Schoningen, Sohlingen, Uslar, Vahle, Verliehausen, Volpriehausen và Wiensen.

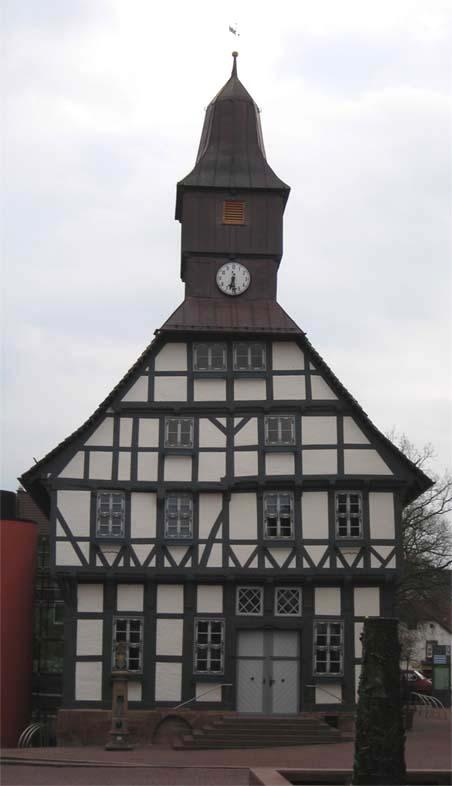
Tòa thị chính (1476) của Uslar.

## Kết nghĩa
- - Kerteminde, Đan Mạch từ năm 1985,
- - Człuchów, Ba Lan từ năm 1999.